# Kurier Mazowiecki
Kurier Mazowiecki – program informacyjny nadawany w TVP3 Warszawa codziennie o godzinie 18:45.

## Historia

### Do 1989
Po raz pierwszy na antenie ukazał się 14 października 1966 roku. Wzorowany na Polskiej Kronice Filmowej, program szybko zdobył popularność. Można go było oglądać w województwach: warszawskim, bydgoskim, białostockim, kieleckim, koszalińskim, olsztyńskim i łódzkim. Na początku ukazywał się raz w tygodniu w piątki między godziną 19:05 a 19:20. Informacje o najważniejszych wydarzeniach z regionu zajmowały jedynie 20% czasu antenowego, resztę wypełniały felietony i wywiady. Reporterzy mieli do dyspozycji kamery, które rejestrowały czarno-biały obraz bez dźwięku. Bardziej nowoczesne kamery dźwiękowe wykorzystywano jedynie przy okazji uroczystości z udziałem dygnitarzy PZPR.
Istniało również wiele kurierów inspirujących się TKM: Telewizyjny Kurier Białostocki, Telewizyjny Kurier Kielecki, Telewizyjny Kurier Lubelski i Telewizyjny Kurier Olsztyński ale one zostały z czasem zlikwidowane. 
15 października 1973 roku TKM zakończył nadawanie. Redakcje Telewizyjnego Kuriera Mazowieckiego i Telewizyjnego Kuriera Warszawskiego stworzyły nową audycję – Kronikę Warszawy i Mazowsza. Oficjalnym powodem połączenia była chęć zintegrowania stolicy i reszty województwa.
Trzy lata później nastąpiły kolejne zmiany. Na antenę wrócił TKW, natomiast redakcja dawnego TKM wraz z ośrodkami regionalnymi zajęła się tworzeniem Obiektywu. Program nadawany codziennie w TVP1 ukazywał się do 1980 roku. Po stanie wojennym miejsce TKM, Kroniki Warszawy i Mazowsza i Obiektywu zajął Telewizyjny Kurier Województw. Jego nadawcą był Warszawski Ośrodek Telewizyjny (WOT).
Do 1989 wszystkie materiały filmowe ukazujące się w programie musiały być zaakceptowane przez cenzorów Głównego Urządu Kontroli Prasy, Publikacji i Widowisk. Ingerencje dotyczyły zarówno spraw istotnych z punktu widzenia władz komunistycznych, jak i różnych błahostek. Jaki był zakres interwencji, informuje wydana przed laty „Czarna księga cenzury PRL” Tomasza Strzyżewskiego, byłego cenzora, który w 1977 roku wywiózł dokumenty GUKPPiW na Zachód i wyemigrował do Szwecji. Przed 1989 rokiem cenzorów znakomicie zastępowały władze telewizji, które nie zostawiały pracownikom urzędu z ul. Mysiej wielkiego pola do działania.
Sygnał Telewizyjnego Kuriera Województw rozsyłany był przez nadajnik na Pałac Kultury i Nauki do Sierpca, Siedlec, Ostrołęki, Suwałk, Łosic i Białegostoku.

### Po 1989
Oprócz Telewizyjnego Kuriera Województw od 1991 do 1996 istniało jeszcze wiele programów inspirujących się nim: Telewizyjny Kurier Kurpiowsko-Podlaski, Telewizyjny Kurier Suwalsko-Mazurski, Telewizyjny Kurier Mazowiecko-Kujawski, Telewizyjny Kurier Radomski i Telewizyjny Kurier Kresowy, jednak z czasem programy te zostały zlikwidowane.
W 1999, w związku ze reformą administracyjną, przywrócono Telewizyjny Kurier Mazowiecki i zmieniono czołówkę, która była krótkotrwała. Potem znowu zmieniono czołówkę, która była do 2002. Od 1999 można było obejrzeć TKM w Warszawie.
W 2002 TKM i TKW zmieniły czołówki, które wyglądały jak ta z Kuriera TVP3, ale zdołały przetrwać dwa lata, bo w 2004 roku  zmieniono czołówkę Powstał w tym okresie też nowy serwis w TVP3 emitowany o godzinie 21:45 jako Kurier Warszawy i Mazowsza.
W 2007 TKM, TKW i KWiM znowu zmieniły czołówki, które były bardzo czerwone, a TKM zmienił nazwę na Kurier Mazowiecki.
W 2008 serwisy TVP Warszawy, w tym ten program znowu zmieniły czołówkę, która była emitowana do 2009.
W 2009 programy informacyjne TVP Warszawy znowu zmieniły czołówkę, która przetrwała do 2010 roku, kolejna zmiana czołówki nastąpiła w 2010, która trwała do roku później, kolejna zmiana czołówki nastąpiła w 2011 i tym razem nie była ona ciemno-niebieska jak dotychczas, ale była emitowana do 2012. Ostatnia zmiana czołówki Kuriera Mazowieckiego nastąpiła w 2012, kiedy dodano lot kamerowy na miasta. Oprawa muzyczna z 2009 przetrwała do 2015 roku.
Od 6 września 2010 do 28 listopada 2010 Kurier Mazowiecki był emitowany o 18:30, ale od 29 listopada 2010 był on emitowany o 18:45.
Od 1 września 2013 do 2015 Kurier Mazowiecki był emitowany o 17:30.
W 2015 znowu zmieniono czołówkę, która tym razem była bardziej żółta i wraz z początkiem nowej oprawy zlikwidowano Kurier Warszawy i Mazowsza, został on zastąpiony wieczornym wydaniem TKW. Również w 2015 przesunięto również godzinę nadawania Kuriera o pół godziny.
W 2016 znowu zmieniono czołówkę.
Ostatnia zmiana czołówki nastąpiła w 2018 i przywrócono Kurier Warszawy i Mazowsza, więc wieczorne wydanie TKW zostało zlikwidowane.

### Dzisiaj
Kurier Mazowiecki poza główną redakcją przy ul. Jasnej w Warszawie ma również oddziały terenowe w Siedlcach, Ostrołęce, Płocku, Ciechanowie, Radomiu, Żyrardowie i Płońsku.
Codziennie na antenie TVP3 Warszawa ogląda go niemal 300 tys. widzów. Program pokazuje najważniejsze problemy regionu, wydarzenia, uroczystości regionalne, ciekawych i zasłużonych dla Mazowsza ludzi. Oglądać go mogą mieszkańcy Mazowsza, Podlasia, Lubelszczyzny, Kujaw i Śląska.
KM jest codziennie emitowany o 18:45.